# Comune di Vesthimmerlands
Il comune di Vesthimmerlands è un comune della Danimarca nella regione dello Jutland Settentrionale. La sede amministrativa nella cittadina di Aars.
Il comune è stato costituito in seguito alla riforma amministrativa del 2007 accorpando i precedenti comuni di Aalestrup, Farsø, Løgstør e Aars.

## Centri abitati
I centri abitati principali del comune sono:
- Aalestrup (2 786)
- Aars (8 671)
- Farsø (3 361)
- Løgstør (3 963)

## Amministrazione

### Gemellaggi
Il comune è gemellato con le seguenti località:
- Skellefteå
- Mo i Rana
- Lapinlahti
- Sigulda